# Thrissacanthias
Genre
Thrissacanthias est un genre d'étoile de mer de la famille des Astropectinidae.

## Taxinomie
Selon World Register of Marine Species (29 janvier 2015) :
- Thrissacanthias bispinosus Djakonov, 1950
- Thrissacanthias penicillatus (Fisher, 1905)